# Olive Moorefield

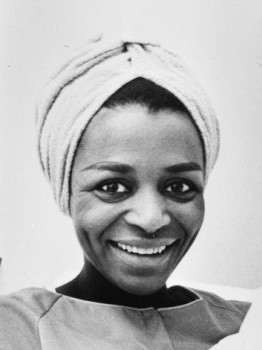
Olive Moorefield (1970)

Olive Moorefield (* 23. August 1932 in Pittsburgh, Pennsylvania, Vereinigte Staaten) ist eine US-amerikanische Musicaldarstellerin, Sängerin und Schauspielerin mit diversen Ausflügen zum bundesdeutschen Film der 1950er Jahre und Auftritten in Fernsehshows der 1960er Jahre.

## Leben und Wirken
Olive Moorefield hatte sieben Geschwister. Nach dem Besuch des Pennsylvania Colleges nahm sie Gesangs- und Schauspielunterricht. Im Oktober 1952 debütierte sie am Broadway in New York in dem Stück My Darlin' Aida. Daraufhin ging sie auf ausgedehnte Europatournee und ließ sich 1953 in Wien nieder.
Dort erhielt sie – für eine schwarze Künstlerin zu dieser Zeit in Europa sehr ungewöhnlich – ein Engagement von der Volksoper Wien und feierte zunächst einen Erfolg mit dem Cole-Porter-Musical Kiss Me Kate. Zunächst spielte sie die Nebenrolle der Bianca, später auch die Hauptrolle der Kate. Diesem Haus blieb Olive Moorefield auch die kommenden zwei Jahrzehnte für Gastspiele wie auch für Festengagements verbunden. Gelegentlich trat die Künstlerin auch an anderen Häusern Mitteleuropas, etwa an der Frankfurter Oper, auf. Ihre langjährige Tätigkeit in Wien brachte ihr in Österreich große Popularität ein.
Vor allem aber machte sie Karriere als Schallplattenkünstlerin (mit Verträgen bei Polydor, Ariola und Heliodor) und scheute sich auch nicht vor Ausflüge ins Schlagergeschäft (zum Beispiel 'Am Schießeisen beißt keiner an'). Ab 1956 kamen auch Angebote vom deutschen Film hinzu, in dem sie mal als Sängerin, mal als Schauspielerin auftrat. In den 60er Jahren begann das deutsche und österreichische Fernsehen an Bedeutung zu gewinnen, wo sie vor allem in Shows (zum Beispiel Zwischen Bach und Beat, Wien Side Story) zu sehen gewesen war. 1964 trat Olive Moorefield letztmals in einem Kinofilm auf und übernahm die Rolle der Sklavin Cassy in der Verfilmung des berühmten Südstaatenromans Onkel Toms Hütte. 1965 spielte sie mit der Nancy Mannigoe in einem weiteren, diesmal für das deutsche Fernsehen aufbereiteten Südstaatendrama Requiem für eine Nonne nach einer Romanvorlage William Faulkners eine seltene ernste Rolle. Nahezu zeitgleich (Herbst 1965) gelang Olive Moorefield ein großer Erfolg mit der Bess in George Gershwins Musical Porgy und Bess, das erstmals an einem großen Opernhaus, der Volksoper, aufgeführt wurde.
Infolge der Eheschließung mit dem Arzt Dr. Kurt Mach Ende 1969 zog sich Olive Moorefield sukzessive aus dem Rampenlicht ins Privatleben zurück. In späteren Jahren tauchte ihr Name (jetzt als Olive Moorefield-Mach) wieder auf, diesmal auf der administrativen Seite bei Musikfestspielen („Verein der Freunde des Salzburger Jazz-Herbstes“) bzw. einer Völker verbindenden Vereinigung. Sie fungiert auch als Kassiererin der Österreich-Barbados-Gesellschaft, einer Untergliederung der Dachverbandes PaN (= Partner aller Nationen). Präsident der 2004 gegründeten Österreich-Barbados-Gesellschaft ist ihr Ehemann.

## Filmografie
Gesang und Schauspiel
- 1954: Wenn du noch eine Mutter hast (Das Licht der Liebe)
- 1956: Liebe, die den Kopf verliert
- 1956: Das alte Försterhaus
- 1957: Scherben bringen Glück
- 1957: Die liebe Familie
- 1957: Einmal eine große Dame sein
- 1957: Monpti
- 1957: Die Beine von Dolores
- 1957: Scala – total verrückt
- 1958: Der schwarze Blitz
- 1958: Skandal um Dodo
- 1961: Riviera-Story
- 1962: Straße der Verheißung
- 1964: Onkel Toms Hütte
- 1965: Requiem für eine Nonne (Fernsehfilm)
- 1965: Rosemarie (Fernsehfilm)
- 1966: Porgy in Wien (Fernsehfilm)
- 1967: Schlager international (Fernsehshow)
- 1967: Zwischen Bach und Beat (Fernsehshow)
- 1969: Unsere kleine Show (Fernsehshow)
- 1972: Fritz Muliar Schau (Fernsehreihe, Folge Theater)